# Friedrich Paulus

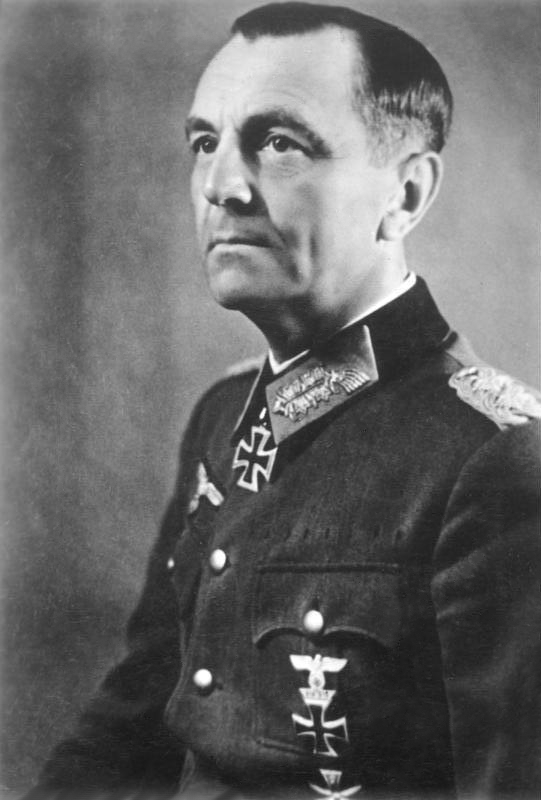
Friedrich Paulus (1942)

Friedrich Wilhelm Ernst Paulus (* 23. September 1890 in Guxhagen; † 1. Februar 1957 in Dresden-Oberloschwitz) war ein deutscher Heeresoffizier (ab 1943 Generalfeldmarschall) und im Zweiten Weltkrieg Oberbefehlshaber der 6. Armee während der Schlacht von Stalingrad. Paulus war von 1943 bis 1953 in sowjetischer Kriegsgefangenschaft und lebte danach bis zu seinem Tod in der DDR.

## Leben

### Kaiserreich und Erster Weltkrieg
Friedrich Paulus war Sohn von Ernst Paulus, zunächst Kassierer der Korrektions- und Landarmenanstalt in der Breitenau, sowie Bertha Paulus, der Tochter des Dirigenten (Direktor) Friedrich Wilhelm Nettelbeck. Familie Paulus zog schließlich nach Kassel, wo Vater Ernst spätestens ab 1900 als Buchhalter bei der Landesdirektion arbeitete. Friedrich Paulus schloss seine Schulzeit am dortigen Wilhelmsgymnasium 1909 mit dem Abitur ab. Sein ursprüngliches Ziel, Offizier bei der Kaiserlichen Marine zu werden, konnte er nicht verwirklichen, da er abgelehnt wurde. Stattdessen schrieb er sich an der Philipps-Universität Marburg für Rechtswissenschaften ein. Nach einem Semester verließ er die Universität wieder und trat am 18. Februar 1910 als Fahnenjunker in das Infanterie-Regiment „Markgraf Ludwig Wilhelm“ (3. Badisches) Nr. 111 der Preußischen Armee in Rastatt ein, wo er am 18. Oktober 1910 zum Fähnrich ernannt wurde. Nach dem Besuch der Kriegsschule Engers avancierte er am 15. August 1911 zum Leutnant. Vor Kriegsausbruch war er Adjutant des III. Bataillons.
Nach dem Kriegsausbruch und der Verlegung seines Regiments nach Freiburg im Breisgau am 6. August 1914 wurde Paulus’ Verband wenig später an der Westfront eingesetzt. Das Rastatter Regiment wurde zunächst zur Unterstützung der deutschen Truppen eingesetzt, die unmittelbar nach Kriegsbeginn durch das französische Heer auf das rechte Rheinufer zurückgeworfen worden waren. Das französische Heer hatte durch die Vogesen Mülhausen erreicht und einen großen Teil des Oberelsass besetzt. Die Kämpfe um die Rückeroberung des Sundgaus begannen am 9. August, am 13. wurde Belfort von deutschen Truppen besetzt. Zwei Tage später wurde Paulus’ Regiment nach Straßburg transportiert. Bei Saarburg erlitt der Verband bei wiederholten Sturmangriffen gegen französische Stellungen schwere Verluste, konnte aber anschließend die Verfolgung der flüchtenden Feinde aufnehmen. Mitte September wurde das Regiment in die Region zwischen Nancy und Metz (→ Festung Metz) verlegt, von wo aus es zwischen den französischen Festungen Toul und Verdun nach Westen vorstoßen sollte. Dieser Plan war erfolglos, der Durchbruch misslang. Am 8. Oktober, mittlerweile im Einsatz zwischen Lille und Arras, meldete sich Paulus krank.
Nach einer längeren Krankheit war er erst 1915 wieder voll verwendungsfähig und wurde als Ordonnanzoffizier im Stab des Jäger-Regiments Nr. 2 eingesetzt. Im Mai 1915 stieg Paulus, mittlerweile zum Oberleutnant befördert, zum Bataillonsadjutanten auf. Das Bataillon wurde, im Rahmen des im Mai 1915 neu aufgestellten Deutschen Alpenkorps, zunächst in Südtirol zur Verteidigung der Grenze Österreich-Ungarns gegen Italien eingesetzt. Im Oktober 1915 kam er nach Serbien und stand im Februar 1916 in Mazedonien. Wenig später kämpfte Paulus mit seinem Bataillon an der Westfront, zunächst (März 1916 bis Mai 1916) in der Champagne, dann (bis August 1916) in der Schlacht um Verdun.
Es folgten bis zum September 1916 die Teilnahme an den Kämpfen in den Argonnen und danach der Krieg in Rumänien. Dort blieb er, von einem kurzen Einsatz in den Vogesen im Mai/Juli 1917 abgesehen, bis zum September 1917. Ab September 1917 Teilnehmer der Isonzoschlachten, wurde er im Frühjahr 1918 mit seinem Regiment nach Flandern verlegt. Er war unterdessen als für das Nachrichtenwesen zuständiger Dritter Generalstabsoffizier seines Korps zum Hauptmann befördert und im Mai 1918 in den Stab des Reserve-Infanterie-Regiments Nr. 48 versetzt worden, das aber nicht mehr zum Einsatz kam. Deshalb nahm er an den Kämpfen in Flandern nicht mehr teil.
Die Kriegszeit hatte auf Paulus in mehrfacher Hinsicht weitreichende Auswirkungen. Bei den Einsätzen auf dem Balkan erkrankte er an der Amöbenruhr, von der er sich zeitlebens nicht mehr völlig erholte. Abgesehen von der Beförderung zum Hauptmann wurde er mit beiden Klassen des Eisernen Kreuzes ausgezeichnet. Er hatte aber auch die Eskalation der Kriegführung erlebt. In den Materialschlachten wurde der Gegner gnadenlos bekämpft, die örtliche Bevölkerung durch Geiselnahmen und Erschießungen eingeschüchtert. Paulus erlebte in Serbien den Bewegungskrieg und in der „Hölle von Verdun“ den Stellungskrieg. Prägend wurde für ihn auch ein starkes elitäres Bewusstsein, da er einer bereits gut motorisierten Eliteeinheit angehörte. Sein Vorbild fand er in dem erzkonservativen Truppenführer Franz Ritter von Epp.

### Weimarer Republik
Nach dem Krieg war Paulus seit Ende 1918 Angehöriger eines Freikorps beim Grenzschutz Ost, das gegen die Besetzung schlesischer Gebiete durch polnische Truppen kämpfte. Er war in der Organisation des Freiwilligeneinsatzes sowie der Werbung und Rekrutierung eingesetzt, nahm aber selbst nicht an Kämpfen teil.
1919 wurde Paulus in die vorläufige Reichswehr übernommen, 1920 wurde er in Konstanz Regimentsadjutant des 14. Infanterie-Regiments. Paulus sympathisierte mit den Kapp-Putschisten, konnte aber seine Karriere dennoch zielstrebig fortsetzen. In Stuttgart war er von 1924 bis 1927 als Generalstabsoffizier eingesetzt und erhielt anschließend als Kompaniechef im 13. Infanterie-Regiment sein erstes Truppenkommando. Hier lernte er Erwin Rommel kennen, der Kompaniechef der Maschinengewehrkompanie war. Danach war Paulus bis 1931 als Taktiklehrer in der Division tätig und machte in dieser Funktion durch seine operative Begabung auf sich aufmerksam. Im Februar 1931 wurde er an die Kriegsschule nach Berlin versetzt und zum Major ernannt. Als Lehrgangsleiter für Taktik und Kriegsgeschichte wurde er in der Offiziersausbildung eingesetzt.

### Zeit des Nationalsozialismus

#### Vorkriegszeit
In der Reichshauptstadt wurde Paulus Zeuge der Machtübernahme der Nationalsozialisten; seine persönliche Einstellung dazu ist nicht überliefert. Das Offizierskorps blieb eher indifferent, da die Reichswehr an der unmittelbaren Verfolgung der politischen Gegner und den Straßenschlachten nicht beteiligt war. Lediglich die Ambitionen der SA wurden mit Beunruhigung gesehen.
Seit April 1934 Kommandeur der Kraftfahr-Abteilung 3 in Wünsdorf nahe Berlin, wurde Paulus mit seinem Verband während des Röhm-Putsches zwar in Alarmbereitschaft versetzt, kam jedoch nicht zum Einsatz.
Die 1935 wieder eingeführte Wehrpflicht sowie die verstärkte Aufrüstung fanden ausdrücklich Zustimmung im Offizierskorps. Paulus, 1935 zum Oberst befördert und im September zum Chef des Generalstabs der Kraftfahrtruppen ernannt, war in dieser Funktion maßgeblich am Aufbau und an der Entwicklung der deutschen Panzerwaffe beteiligt. Nach vier Jahren wurde er Anfang 1939 Chef des Generalstabs des XVI. Armeekorps unter dem Kommando Generalleutnant Erich Hoepners, gleichzeitig wurde er zum Generalmajor ernannt.

#### Zweiter Weltkrieg

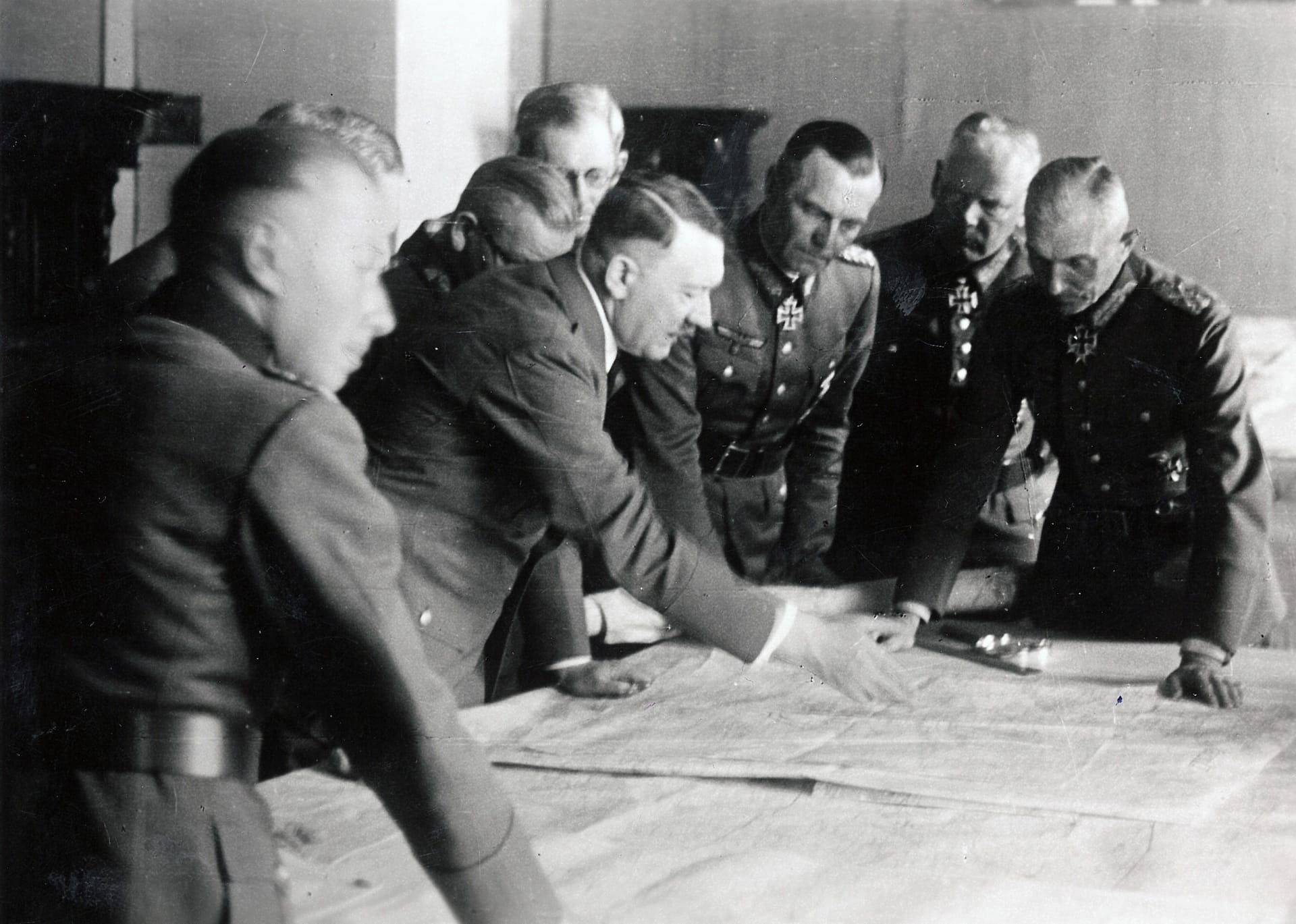
Paulus (rechts neben Hitler) bei einer Lagebesprechung an der Ostfront im Juni 1942

Die Mobilmachung 1939 brachte Paulus den Posten als Chef des Generalstabs der 10. Armee in Leipzig, die nach dem Sieg über Polen am 10. Oktober 1939 in 6. Armee umbenannt wurde. Als rechte Hand von Oberbefehlshaber Generaloberst Walter von Reichenau nahm Paulus am Überfall auf Polen und am Westfeldzug teil, dabei gelangte er im Osten über Częstochowa, Kielce, Radom und Lublin bis nach Warschau, im Westen über Lüttich, Flandern, Lille, die Somme, Oise, Aisne, Marne und Seine nach Orléans und über die Loire bis an die Kanalküste in der Normandie, die sein Verband Ende Juli 1940 erreichte.

##### Oberquartiermeister I
Am 3. September 1940 trat Paulus seine neue Stelle als Oberquartiermeister I beim Generalstab des Heeres an. Damit war er Stellvertreter des Generalstabschefs Franz Halder. Über ihm standen nur noch Halder und der Oberbefehlshaber des Heeres, Generalfeldmarschall Walther von Brauchitsch. Erste Operationsstudien für den von Hitler befohlenen Angriff auf die Sowjetunion, das Unternehmen Barbarossa, lagen bereits vor. Paulus übernahm nun die detaillierte Ausarbeitung des operativen Vorgehens. Er erkannte die Notwendigkeit eines schnellen Vorstoßes mit dem Ziel der Eroberung Moskaus. Um die Sowjetunion schnell niederwerfen zu können, war es nach seinem Dafürhalten notwendig, mit schnellen Panzerverbänden vorzustoßen und zu verhindern, dass kampfkräftige feindliche Verbände in die Weite des Raumes abziehen konnten. Für den Fall, dass dieser Plan nicht gelang, sah der Generalstab einen lange dauernden Krieg voraus, dem die Wehrmacht schwerlich gewachsen wäre. Am 18. Dezember 1940 gab Hitler den Befehl, den Angriff in die Wege zu leiten.
Im ersten Halbjahr 1941 war Paulus an den Verhandlungen mit den deutschen Verbündeten für den Krieg gegen die Sowjetunion beteiligt. Sein Anteil an der Vorbereitung des Unternehmens Barbarossa beschränkte sich somit nicht nur auf Planspiele, sondern schloss auch die aktive Abstimmung mit den anderen Partnern der Achse mit ein.
Am 24. April wurde Paulus nach Nordafrika gesandt, wo seit Februar 1941 das Deutsche Afrikakorps das italienische Heer im Kampf gegen die britische Armee unterstützte. Der Generalstab stand den Offensiven Rommels skeptisch gegenüber, da sie nicht von dauerhaftem Erfolg gekrönt waren und für den Angriff auf die Sowjetunion benötigte Ressourcen banden. Ein verzögerter Angriffstermin aber würde es unmöglich machen, die Kampfhandlungen vor Beginn der herbstlichen Schlammperiode siegreich zu Ende zu führen. In Nordafrika nahm Paulus am 30. April und 1. Mai am erfolglosen Angriff auf die Festung Tobruk teil, flog dann am 8. Mai nach Rom zu einem Treffen mit dem Duce Benito Mussolini. Von Rom aus kehrte er zwei Tage später nach Berlin zurück.
Am 22. Juni 1941 begann Deutschland seinen Krieg gegen die Sowjetunion. Nach anfänglichen großen Erfolgen der deutschen Truppen wurde die mehrmonatige Schlacht um Moskau ab Oktober 1941 zu einem Misserfolg. Hitler, der von Anfang an statt einer militärischen Kriegführung eine wirtschaftliche angestrebt hatte, entschloss sich nun gegen den heftigen Widerstand des Generalstabes des Heeres, das Hauptgewicht auf die Besetzung des wichtigen Industriegebietes im Donezbecken zu legen und gleichzeitig an dem Ziel der Eroberung Leningrads festzuhalten. Nachdem dies nicht gelungen war, begann am 8. September 1941 die jahrelange Leningrader Blockade. Damit fehlten der Wehrmacht die Kräfte für die Einnahme Moskaus und ein langwieriger Krieg stand bevor. In dieser Situation schickte Generalstabschef Halder Paulus zur Beurteilung der örtlichen Lage an verschiedene Frontabschnitte. Im August 1941 besuchte er auch die 6. Armee und ihren Oberbefehlshaber Reichenau im Abschnitt der Heeresgruppe Süd. Hier erkrankte er wieder an der Amöbenruhr, zudem machte er auf Beobachter einen müden und überarbeiteten Eindruck. Obwohl Paulus wusste, dass Hitler sich mit der Einschätzung, die Sowjetunion würde schnell zusammenbrechen, geirrt hatte, versah er seinen Dienst dennoch pflichtschuldig und gestand Hitler die Entscheidungsgewalt zu.

##### Verwendung an der Ostfront
Am 3. Dezember 1941 wurde Reichenau als Oberbefehlshaber der 6. Armee in Personalunion zum Oberbefehlshaber der Heeresgruppe Süd ernannt. Er erinnerte sich seines fähigen Untergebenen aus den Jahren 1939 und 1940 und wünschte sich diesen zu seiner Entlastung auf den Posten des Oberbefehlshabers der 6. Armee. Tatsächlich wurde Paulus am 5. Januar 1942 unter gleichzeitiger Beförderung zum General der Panzertruppe dazu ernannt. Er trat seinen Posten allerdings erst an, nachdem Reichenau an den Folgen eines Schlaganfalls gestorben war. Seine Nominierung stieß auch auf Kritik: So waren nicht nur dienstältere Offiziere übergangen worden, Paulus verfügte auch kaum über Kommandoerfahrung. Er hatte noch nicht einmal eine Division oder ein Armeekorps geführt und bekam nun Befehlsgewalt über eine ganze Armee mit rund 300.000 Mann. Am 20. Januar trat Paulus seinen neuen Posten bei der im Großraum Charkow liegenden Armee an.
Mit ihm änderte sich der Führungsstil des AOK 6: Während Reichenau ein „Troupier“ und „Haudegen“ gewesen war, führte Paulus seine Armee eher vom Schreibtisch aus und annullierte als erste Amtshandlung den Befehl Reichenaus, der deutsche Soldat habe „Träger einer unerbittlichen völkischen Idee“ zu sein. Gleichzeitig sprach er sich gegen die weitere Befolgung des Kommissarbefehls in seinem Armeebereich aus. Er konnte sich mit dieser Haltung freilich nicht bei allen seinen Kommandeuren durchsetzen.
Die Angriffe der Roten Armee seit Mitte Januar 1942 nördlich von Charkow konnte die 6. Armee abweisen. Am 12. Mai begann ein massiver sowjetischer Großangriff in dieser Region. Paulus bewährte sich und ging siegreich aus der Zweiten Schlacht um Charkow hervor, die mit der Gefangennahme von knapp 240.000 Rotarmisten endete. Mit dem Erfolg, für den er am 29. Mai das Ritterkreuz erhielt, verstummten seine Kritiker, die ihm vorgeworfen hatten, keine Ahnung von der Führung einer Armee zu haben. Nach diesem militärischen Desaster waren die Sowjets soweit geschwächt, dass das Unternehmen Blau beginnen konnte, der Angriff auf das Donezbecken und den Kaukasus. Am 23. Juli bekam die 6. Armee den Auftrag, anders als ursprünglich geplant, allein gegen Stalingrad zu marschieren, während die Masse der deutschen Truppenverbände weiter im Südabschnitt gegen den Kaukasus vorstieß. Paulus warnte noch am 29. Juli den persönlichen Adjutanten Hitlers, dass die 6. Armee zu schwach sei, um allein die Stadt einzunehmen. Er erhielt aber nur die Zusage einer gewissen Unterstützung durch Verbände der am Südflügel der 6. Armee stehenden 4. Panzerarmee.

##### Stalingrad

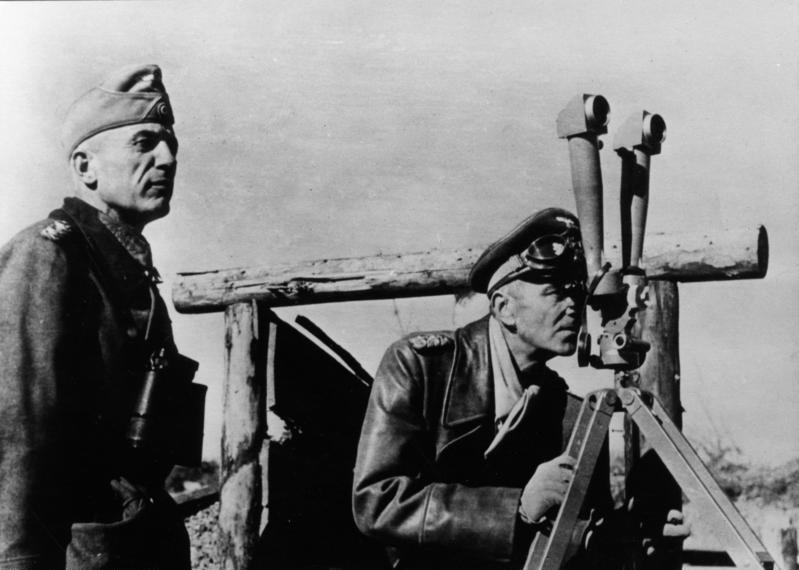
Friedrich Paulus (rechts) mit Walther von Seydlitz-Kurzbach in Russland, 1942

Bereits in der Frühphase des Angriffs auf Stalingrad bestanden erhebliche Nachschubschwierigkeiten, unter anderem auch wegen der Sprunghaftigkeit Hitlers, so dass sich die Überquerung des Don durch die 6. Armee um acht Tage verzögerte. Dies gab der Roten Armee genug Zeit, um sich nach Stalingrad zurückzuziehen und die Stadt zu befestigen. Während bis dahin noch eine gewisse Schwerpunktbildung geherrscht hatte, wonach drei Armeen nach Süden vorstoßen sollten, bekam die 4. Panzerarmee nun ebenfalls Befehl, südlich Stalingrads vorzustoßen. Hier wurden erste operative Fehler begangen: Statt die Stadt nach zu besetzenden Schwerpunkten einzuteilen, wurden Angriffsstreifen festgelegt. Nach einigen Tagen Kampf war die Lage schon zu verfahren und zu gefährlich für eine Umgruppierung. So blieb die Fährstelle an der Wolga, der wichtigste Punkt in der Stadt, in sowjetischer Hand. Dennoch war am 4. September das strategische Ziel erreicht: Die Wolga war als Verkehrsweg unterbrochen. Der in den folgenden Wochen erbittert geführte Kampf um die vollständige Einnahme der Stadt wäre nicht notwendig gewesen, wurde aber auf beiden Seiten zu einer „Frage der Ehre“. Den deutschen Truppen gelang es trotz ständig neuer Angriffe jedoch nicht, Stalingrad komplett unter Kontrolle zu bringen.
Paulus erbat angesichts der schlechten Versorgung seiner Soldaten die Einstellung der Kämpfe und den Rückzug aus der Stadt: Hunger, Kälte und Seuchen setzten den Soldaten zu; auch Paulus selbst war erneut an der Amöbenruhr erkrankt. Hitler verbot eine Einstellung der Kämpfe; die Front durfte um keinen Meter zurückgenommen werden. Am 19./20. November 1942 durchbrachen die sowjetischen Armeeverbände in einem Großangriff, der Operation Uranus, die rumänischen Linien nördlich und südlich Stalingrads und schlossen die Stadt vollständig ein. Hitler hatte der Roten Armee diesen Durchbruch nicht mehr zugetraut, obwohl Paulus ihn am 12. September bei einem Gespräch im Führerhauptquartier „Werwolf“ bei Winniza (Ukraine) auf die Gefahr aufmerksam gemacht hatte. Nun saß die 6. Armee in der Falle.
Das Armeeoberkommando (AOK) 6, das durch den sowjetischen Vorstoß von den eigenen Linien abgeschnitten worden war, erhielt am 22. November den Befehl, in den Kessel einzufliegen und sich mit der gesamten Armee einzuigeln. Gleichzeitig bereitete die 6. Armee jedoch ihren Ausbruch vor. Paulus meldete am Abend des gleichen Tages die Einkesselung und bat Hitler um Handlungsfreiheit für den Ausbruch. Hitler gewährte ihm diese nicht; stattdessen erhielt die 6. Armee am 24. November seine endgültige Entscheidung, die Stellungen unter allen Umständen zu halten. Der General der Infanterie Walther von Seydlitz-Kurzbach als Befehlshaber des eingeschlossenen LI. Armeekorps hatte bereits begonnen, seine Verbände in Richtung auf den Ausbruchsschwerpunkt zurückzunehmen. Als Hitler davon erfuhr, verlangte er dafür sofort Rechenschaft von der Armeeführung. Paulus stellte sich vor Seydlitz, verlangte aber eine Erklärung von ihm; gleichzeitig teilte er den anderen Kommandeuren den Haltebefehl mit. Seydlitz fügte sich zwar, forderte aber in einer Denkschrift an Paulus den sofortigen Ausbruch und erklärte, dass wenn „das OKH den Befehl zum Ausharren in der Igelstellung nicht unverzüglich [aufhebt], so ergibt sich vor dem eigenen Gewissen gegenüber der Armee und dem deutschen Volk die gebieterische Pflicht, sich die […] Handlungsfreiheit selbst zu nehmen und von der […] noch bestehenden Möglichkeit, die Katastrophe […] zu vermeiden, Gebrauch zu machen.“ Bei Paulus fand er für diese Position keine Unterstützung, dieser verließ sich auf die oberste Führung und deren besseren Überblick über die Gesamtsituation, worin er durch einen Brief seines neuen Oberbefehlshabers Erich von Manstein bestärkt wurde, der ihm versprach, man werde ihn nicht im Stich lassen. Nach dem Krieg wurde Paulus von verschiedenen Seiten vorgeworfen, nicht auf eigene Verantwortung einen Ausbruch befohlen zu haben.
Trotz der bereits katastrophalen Lage herrschte im Kessel Zuversicht, dass das am 12. Dezember 1942 von der Heeresgruppe Don begonnene Unternehmen Wintergewitter zur Befreiung der 6. Armee zum Erfolg führen würde. Paulus selbst machte einen abgespannten und nervösen Eindruck, offenbar war er mit der Entwicklung unzufrieden, konnte sich aber nicht zu einem Durchbruchsversuch in Richtung Entsatzarmee entschließen. Die Kräfte der 6. Armee reichten längst nicht mehr für einen erfolgreichen Durchbruch zu den deutschen Linien aus. Der Mangel an Munition, Proviant, Treibstoff, Heiz- und Sanitätsmaterial war so groß, dass die Armee praktisch unbeweglich geworden war.

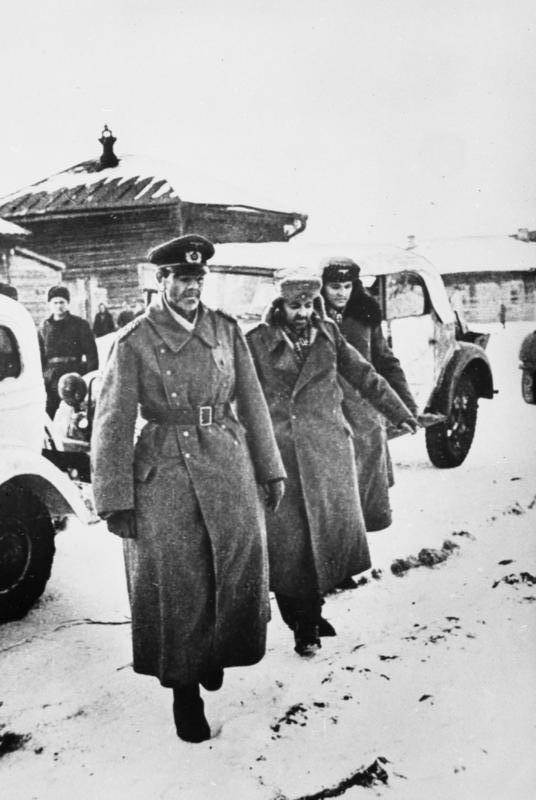
Friedrich Paulus 1943 in sowjetischer Gefangenschaft

Der Entsatzangriff musste am 23. Dezember beendet werden, Paulus hoffte angesichts der Unmöglichkeit eines Ausbruchs dennoch auf Hilfe von außen. In einem Fernschreiben an die Heeresgruppe Don bekundete er am 26. Dezember zwar den unbedingten Durchhaltewillen, bat aber gleichzeitig darum, das Führerhauptquartier zu energischen Maßnahmen zu bewegen, da sich die „Festung Stalingrad“ ansonsten trotz ihres Willens zum Widerstand nicht mehr lange gegen die massiven Angriffe würde halten können.
Paulus, der am 30. November 1942 zum Generaloberst befördert wurde, erhielt am 8. Januar 1943 ein Kapitulationsangebot der Roten Armee, gleichzeitig überbrachte aus dem Führerhauptquartier der am selben Tag im Kessel gelandete General der Panzertruppe Hans-Valentin Hube von Hitler die Nachricht, dass im Februar ein neuer Entsatzversuch geplant sei; so lange habe die Armee auszuhalten. Paulus glaubte nicht, dass ohne verstärkten Nachschub ein weiteres Durchhalten möglich sei, bemerkte aber, dass er die Transportmöglichkeiten durch die Luftwaffe nicht kenne. Das Kapitulationsangebot wurde sowohl vom Oberkommando des Heeres als auch vom AOK 6 abgelehnt, so dass Paulus es schließlich zurückwies und Befehl gab, sowjetische Parlamentäre durch Beschuss abzuweisen. Der von der Roten Armee durch Flugblätter und Lautsprecherdurchsagen informierten eigenen Truppe ließ er mitteilen, dass es sich lediglich um Propaganda und Täuschung handle.
Am Morgen des 10. Januar 1943 begann der sowjetische Generalangriff auf die 6. Armee. 47 Divisionen, die eine Stärke von 218.000 Soldaten hatten und über 5.000 Geschütze, 170 Panzer sowie 300 Flugzeuge verfügten, drückten den Kessel von Westen her zusammen. Die 6. Armee hatte dem nichts mehr entgegenzusetzen: Am 14. Januar ging der provisorische Landeplatz Basargino, am 16. Januar schließlich der Flugplatz Pitomnik verloren. Die Verzweiflung der Eingeschlossenen erreichte ihren Höhepunkt: Tausende versuchten, vom verbliebenen Behelfsflugplatz Gumrak ausgeflogen zu werden. Der größte Teil der Armee flüchtete aber bereits in die Ruinenstadt von Stalingrad, die einen gewissen Schutz gegen die feindlichen Angriffe verhieß. Angesichts der Härte der Kämpfe erhielt Paulus am 15. Januar das Eichenlaub zum Ritterkreuz.
Die kommandierenden Offiziere im Kessel waren sich der Lage bewusst. Das Versprechen Hitlers, die Armee zu retten, sahen sie durch die Luftwaffe sabotiert. Ein Major, der zur Inspektion des Flugplatzes Gumrak eingeflogen war, musste sich heftigste Vorwürfe machen lassen. Das Spektrum der Emotionen der Armeeführung reichte von bemühter Objektivität (Seydlitz) über hochgradige Nervosität (Paulus) bis zum Wutanfall des Stabschefs Arthur Schmidt. Ihr Glaube an Hitler war dennoch ungebrochen. Als am 22. Januar der Flugplatz Gumrak verloren ging, funkte Paulus erkennbar verzweifelt und hilflos an das OKH:

„Russe im Vorgehen in 6 km Breite beiderseits Woroponowo, zum Teil mit entrollten Fahnen nach Osten. Keine Möglichkeit mehr, Lücke zu schließen. Zurücknahme in Nachbarfronten, die auch ohne Munition, zwecklos und nicht durchführbar. Ausgleich mit Munition von anderen Fronten auch nicht mehr möglich. Verpflegung zu Ende. Über 12.000 unversorgte Verwundete im Kessel. Welche Befehle soll ich den Truppen geben, die keine Munition mehr haben und weiter mit starker Artillerie, Panzern und Infanteriemassen angegriffen werden? Schnellste Entscheidung notwendig, da Auflösung an einzelnen Stellen schon beginnt. Vertrauen zur Führung aber noch vorhanden.“

Als Folge dieses Funkspruchs verwendete sich auch Paulus’ Vorgesetzter Manstein gegenüber Hitler für die Aufnahme von Kapitulationsverhandlungen, die Hitler aber weiterhin ablehnte: Schon aus Gründen der Ehre würde eine Kapitulation nicht in Frage kommen.
Paulus fügte sich und forderte seine Truppen weiter zum Durchhalten auf. Am 23. Januar 1943 verließ vom Notflugplatz Stalingradski das letzte Flugzeug den Kessel, jetzt musste jeglicher Nachschub abgeworfen werden, wobei der größte Teil verloren ging. Bis Ende Januar gelang es den Sowjets, den Kessel in einen nördlichen und einen südlichen Teil zu spalten. Paulus und sein Stab befanden sich im Univermag-Kaufhaus im Südteil. Tatsächlich hatte er aber die Befehlsgewalt über die Verbände schon weitgehend verloren: Einzelne Kommandeure bereiteten die Kampfeinstellung vor und gingen mit ihren Truppenteilen in Gefangenschaft. Viele Offiziere begingen Selbstmord oder suchten den Tod im feindlichen Feuer: Beim IV. Armeekorps führte am 24. Januar der Kommandeur der 297. ID die Reste seiner Division in die Gefangenschaft, am Abend des 25. Januar erschoss sich der Kommandeur der 371. ID, Generalleutnant Richard Stempel, und am nächsten Morgen stellten sich die Kommandeure des IV. Armeekorps, der 71. Infanterie-Division und der Artillerieabteilung IV. Armeekorps auf den Bahndamm an der Zariza und schossen ohne Deckung auf die Russen. Bis Paulus davon erfuhr und ihnen befahl, die Linien zurückzunehmen, war einer bereits tot.
Während Paulus anderen Offizieren die Initiative überließ, hielt er sich an den gegebenen Befehl, durchzuhalten, und ließ noch am 29. Januar eine Ergebenheitsadresse an Hitler funken.
Der Funkspruch lautete:

„An den Führer! Zum Jahrestage Ihrer Machtübernahme grüßt die 6. Armee ihren Führer. Noch weht die Hakenkreuzfahne über Stalingrad. Unser Kampf möge den lebenden und kommenden Generationen ein Beispiel dafür sein, auch in der hoffnungslosesten Lage nie zu kapitulieren, dann wird Deutschland siegen. Heil mein Führer! Paulus, Generaloberst.“

Dafür wurde er per Funkspruch am 30. Januar, quasi in letzter Minute, zum Generalfeldmarschall befördert. Da bis dahin noch nie ein Generalfeldmarschall durch Gefangennahme oder Kapitulation in alliierte Hände geraten war, wird diese Beförderung heute als Befehl zum Suizid gedeutet, dem Paulus allerdings nicht Folge leistete. Am 31. Januar drangen morgens Truppen der Roten Armee in das Kaufhaus „Univermag“ ein, wo sich im Keller das Hauptquartier der 6. Armee befand. Um 7:35 Uhr gab die dortige Funkstation ihre letzten beiden Meldungen ab: „Russe steht vor der Tür. Wir bereiten Zerstörung vor.“ Kurz darauf: „Wir zerstören.“
Offiziere aus dem Hauptquartier von General Michail Schumilow führten daraufhin mit General Arthur Schmidt die Übergabeverhandlungen, während sich Paulus in einem Nebenraum vom Adjutanten der 6. Armee Oberst Wilhelm Adam informieren ließ.

##### Gefangenschaft
Paulus wurde ohne eigene Mitwirkung am 31. Januar 1943 Kriegsgefangener der Roten Armee. Anschließend wurde er in seinem eigenen Auto zum Hauptquartier der Donfront bei Zawarykino gefahren, 80 km von Stalingrad entfernt. Zunächst wurde er von der sowjetischen Armeeführung durch den späteren Marschall der Sowjetunion, Konstantin Rokossowski, am 2. Februar 1943 um 4 Uhr nachmittags verhört: Er leugnete vehement, der Südkessel habe kapituliert, sondern bestand darauf, man habe lediglich aus Munitionsmangel den Kampf einstellen müssen. Außerdem weigerte er sich trotz mehrfacher Aufforderung, dem noch kämpfenden Nordkessel von Stalingrad die Einstellung der Kampfhandlungen zu befehlen. Er sagte, er habe keine Befehlsgewalt über diesen, weil er sich nicht bei der Truppe befinde. Am 20. Februar 1943 wurden Paulus und sein Stab dann in das Kriegsgefangenenlager Nr. 27 in Krasnogorsk bei Moskau verlegt, wo sie sechs Wochen blieben, bevor sie weiter ins Lager Nr. 160 in Susdal kamen.
Die Offiziere der Stalingrad-Armee unterlagen seit ihrer Gefangennahme geheimer Überwachung durch das NKWD, das regelmäßig Dossiers über deren politische Haltung erstellte. Mitte Mai 1943 wurde über Paulus berichtet, dass er bemüht sei, Haltung zu bewahren, und damit rechne, bei sich bietender Gelegenheit gegen einen russischen General ausgetauscht zu werden, zudem begrüße er seine Offiziere weiterhin mit „Heil Hitler“ und lehne die sozialistischen Feiern zum 1. Mai ab.
Bei einem Besuch Wilhelm Piecks, der Werbung für das neu zu begründende Nationalkomitee Freies Deutschland machen wollte, zeigte er sich jedoch – anders als der größte Teil der Offiziere, die Pieck lediglich Verachtung entgegenbrachten – gesprächsbereit. In diesem Gespräch gestand er seine Enttäuschung über Hitler ein, beharrte aber darauf, dass er als Soldat unter allen Umständen zu gehorchen habe. So weigerte er sich entschieden, zur Gründung des Komitees beizutragen.
Nach der Verlegung in das Kriegsgefangenenlager 5110/48 Woikowo im Juli 1943 musste sich Paulus als ranghöchster Offizier als Schlichter in Streitigkeiten zwischen der Gruppe der zur Mitarbeit beim NKFD bereiten Soldaten und den übrigen Lagerinsassen betätigen. Zudem wurde er von Seydlitz, dessen Vorgesetzter er im Kessel von Stalingrad noch gewesen war, bedrängt, an der Gründung des NKFD teilzunehmen, da von der Teilnahme eines so hochdekorierten Soldaten Signalwirkung erwartet wurde. Paulus begründete seine Weigerung aber mit dem Hinweis, dass er als Kriegsgefangener nicht gegen seine politische Führung Stellung beziehen dürfe. Eine von ihm mitunterschriebene Erklärung, die die Mitglieder des Bundes Deutscher Offiziere (BDO) des Landesverrats bezichtigte, fand allerdings ebenso wenig seine innere Zustimmung.
Die sowjetischen Behörden ließen in ihrem Bemühen dennoch nicht nach und verlegten ihn ohne seine Begleitung nach Saretschje bei Lunowo/Moskau. Nachdem am 11./12. September in Lunowo der BDO ohne Paulus gegründet werden musste, wurde der Druck auf den Feldmarschall größer: Er durfte nur noch mit Angehörigen des BDO Kontakt haben, diese wie auch seine sowjetischen Bewacher drängten ihn zum Beitritt. Paulus beschwerte sich: Er teile die Meinung seiner Stubengenossen nicht, tue das aber nicht aus Borniertheit, sondern weil er sich zu einer Entscheidung in dieser Angelegenheit nicht in der Lage fühle. Bis zum 20. Juli 1944 wurde er daher zurück nach Woikowo gebracht, nach dem Attentat auf Hitler aber erneut für zwei Wochen unter Druck gesetzt, bis er sich zu einer Kooperation bereit erklärte und dies damit begründete, dass der Abbruch der diplomatischen Beziehungen zwischen Deutschland und der Türkei zu einer Landung der Alliierten auf dem Balkan führen würde, der Krieg sei damit für Deutschland verloren. Am 8. August 1944 unterschrieb er daher einen Appell an das deutsche Volk, in dem er es aufrief, sich von Hitler loszusagen.
Mit seinem langen Zögern bzw. mit seinem Einschwenken auf die sowjetische Linie erntete Paulus beim BDO bzw. den anderen deutschen Kriegsgefangenen nur Empörung. Die Angehörigen des BDO vertraten den Standpunkt, dass Paulus keine leitende Funktion haben könne, da seine Unentschlossenheit ihn unglaubwürdig gemacht habe. Auch im Ausland stieß sein Schritt auf Befremden, da doch gerade Paulus Hitlers Befehle bedingungslos und bis in die letzte Konsequenz befolgt hatte. In Deutschland wurden seine Angehörigen in Sippenhaft genommen, seine Frau, seine Tochter und der 1942 geborene Sohn der Tochter kamen ins KZ Dachau, sein Sohn nach Immenstadt in Festungshaft. Paulus selbst überschätzte seinen Einfluss und versuchte, andere Offiziere vom Beitritt zu überzeugen, zudem stellte er sich einen neuen Stab zusammen. Zwei Aufrufe an die Heeresgruppe Nord und die neuaufgestellte 6. Armee, die Waffen niederzulegen, blieben ohne Resultat. Am 30. Oktober 1944 bat er Stalin um ein Gespräch, um ihm die Aufstellung deutscher Freiwilligenverbände – vergleichbar zur auf deutscher Seite eingerichteten Russischen Befreiungsarmee unter Andrei Andrejewitsch Wlassow – vorzuschlagen. Angesichts der Erfolg- und Bedeutungslosigkeit des NKFD und des BDO, sowohl unter den deutschen Kriegsgefangenen als auch bei der kämpfenden Truppe, blieb sein Ersuchen ohne Reaktion.

### Nachkriegszeit

#### Zeuge der Anklage in Nürnberg

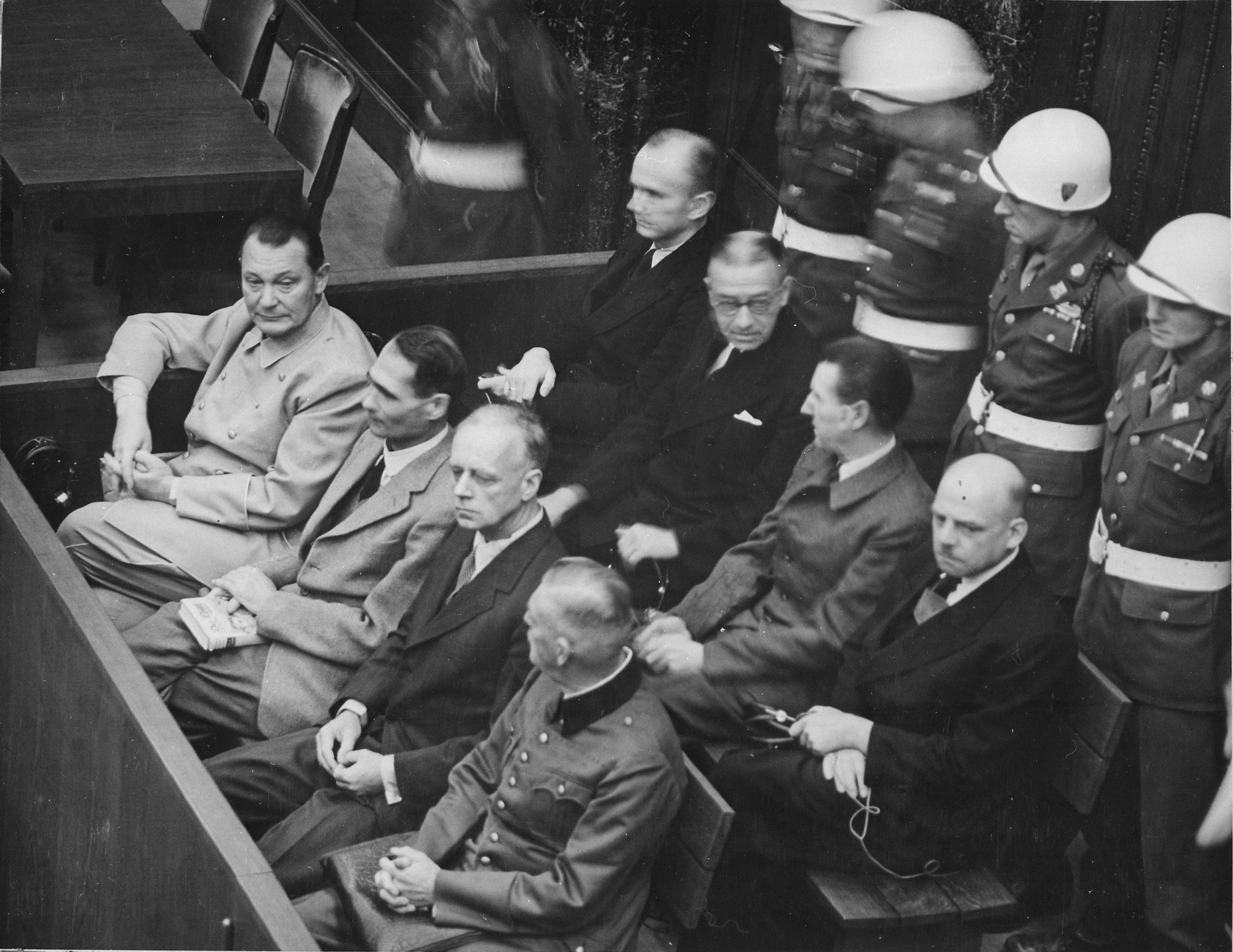
Göring, Heß, Ribbentrop und Keitel, dahinter Dönitz, Raeder, von Schirach und Sauckel auf der Anklagebank.

Die Ankündigung der Prozesse gegen die deutschen Hauptkriegsverbrecher war im November 1945 Grund für große Unruhe unter den kriegsgefangenen Offizieren, die in Stalingrad gekämpft hatten: Ein Anklagepunkt bezog sich auf die Tötung von 40.000 Zivilisten im Raum Stalingrad. Untergebene von Paulus wiesen jede Verantwortung dafür von sich und verwiesen auf ihn als Vorgesetzten. Möglicherweise veranlasste ihn das zur Zusammenarbeit mit der Sowjetunion: Er machte dem NKWD-Verbindungsoffizier deutlich, dass er zur Vorbereitung des Russlandfeldzuges und zu dem Wissen der Generalität aussagen wolle.
Unter dem Decknamen „Satrap“ wurde Paulus Anfang 1946 nach Deutschland geflogen und trat am 11. Februar unter sowjetischer Protektion im Gericht als Zeuge der Anklage auf. Er berichtete über seine eigene Rolle bei der Vorbereitung von Unternehmen Barbarossa und dessen Charakter eines Eroberungs- und Vernichtungskrieges, der den Angeklagten nicht verborgen geblieben sei. Nach den Hauptschuldigen befragt, nannte er Wilhelm Keitel, Alfred Jodl und Hermann Göring. Der Verteidigung gelang es nicht, seine Aussagen durch Vorhaltung seiner Rolle im Generalstab, in der 6. Armee und im NKFD abzuweisen, da die Richter diese Aspekte nicht für relevant hielten. Paulus’ Aussage erfüllte in vollem Umfang die Erwartungen seiner sowjetischen Betreuer. Paulus nützte das freilich nichts: Ein Wiedersehen mit seiner schwerkranken Frau blieb ihm mangels „Zweckdienlichkeit“ verwehrt. Sie starb 1949, ohne ihren Mann noch einmal gesehen zu haben.
Der Auftritt des Feldmarschalls fand bei Soldaten und Offizieren in sowjetischer Gefangenschaft ein geteiltes Echo: Die meisten hielten es für würdelos und ihn für nicht weniger schuldig als Keitel, Jodl und Göring. Sehr viele gingen deshalb auch davon aus, dass man ihm später selbst den Prozess machen würde. Paulus wurde nach seiner Rückkehr nicht in das allgemeine Lager zurückgebracht, sondern in eine Datscha in Tomilino verlegt. Außer ihm waren dort noch die Generale Vincenz Müller und Arno von Lenski untergebracht; Paulus’ Adjutant, Oberst Wilhelm Adam, war ebenfalls häufiger anwesend. Zur Genesung nach einer verschleppten Lungentuberkulose verbrachten sie im Sommer 1947 zwei Monate auf der Krim. Eine Änderung trat 1948 ein, als – im Gegensatz zu Paulus selbst – die Offiziere entlassen wurden, so dass ihm lediglich als Koch und Ordonnanz zwei deutsche Kriegsgefangene verblieben. Dies und die Nachrichten über den sich stetig verschlechternden Gesundheitszustand seiner Frau führten bei Paulus zu zunehmenden Depressionen. Im Juni 1948 bat er daher um Repatriierung in die Sowjetische Besatzungszone, da er beim Aufbau eines demokratischen, eng mit der Sowjetunion verbundenen Deutschland mithelfen wolle. Anscheinend rechnete er sich damit größere Chancen aus, entlassen zu werden. Diese Bitte blieb unbeantwortet. Paulus ahnte, dass man begonnen hatte, gegen ihn zu ermitteln. Theaterbesuche in Moskau waren ihm nicht mehr gestattet, Funktionäre besuchten ihn nicht mehr, und man hatte ihm unter einem Vorwand das Radio weggenommen. Obwohl 1949 genügend belastende Hinweise vorlagen, kam es jedoch zu keiner Anklage gegen ihn.
Der Tod seiner Frau im November 1949 wurde ihm vier Wochen lang verheimlicht: Es sollte vermieden werden, dass Paulus seine Zusage, in die DDR überzusiedeln, zurückzog, nachdem ihm nur noch Sohn und Tochter geblieben waren, die beide in der Bundesrepublik Deutschland wohnten. Aus diesem Grund wurde einem erneuten Ersuchen im Mai 1950 lediglich prinzipiell zugestimmt, die konkrete Erlaubnis blieb aber aus. In einem Bericht von 1953 heißt es: „Im weiteren wurde die Repatriierung von Paulus bis auf besondere Anordnung verschoben, danach wurde die Frage nicht mehr geprüft.“ Im September 1953 kam es noch zu einem Treffen zwischen Walter Ulbricht und Paulus, bei dem seine Rückkehr besprochen wurde. Bevor Paulus am 24. Oktober 1953 mit seinen beiden Bediensteten den Zug nach Frankfurt (Oder) bestieg, schrieb er voller Dankbarkeit noch eine weitere Ergebenheitsadresse an die Sowjetunion, mit der er sich in den Augen der westdeutschen Öffentlichkeit endgültig zum Verräter und „Wendehals“ abstempelte.

#### Weiteres Leben

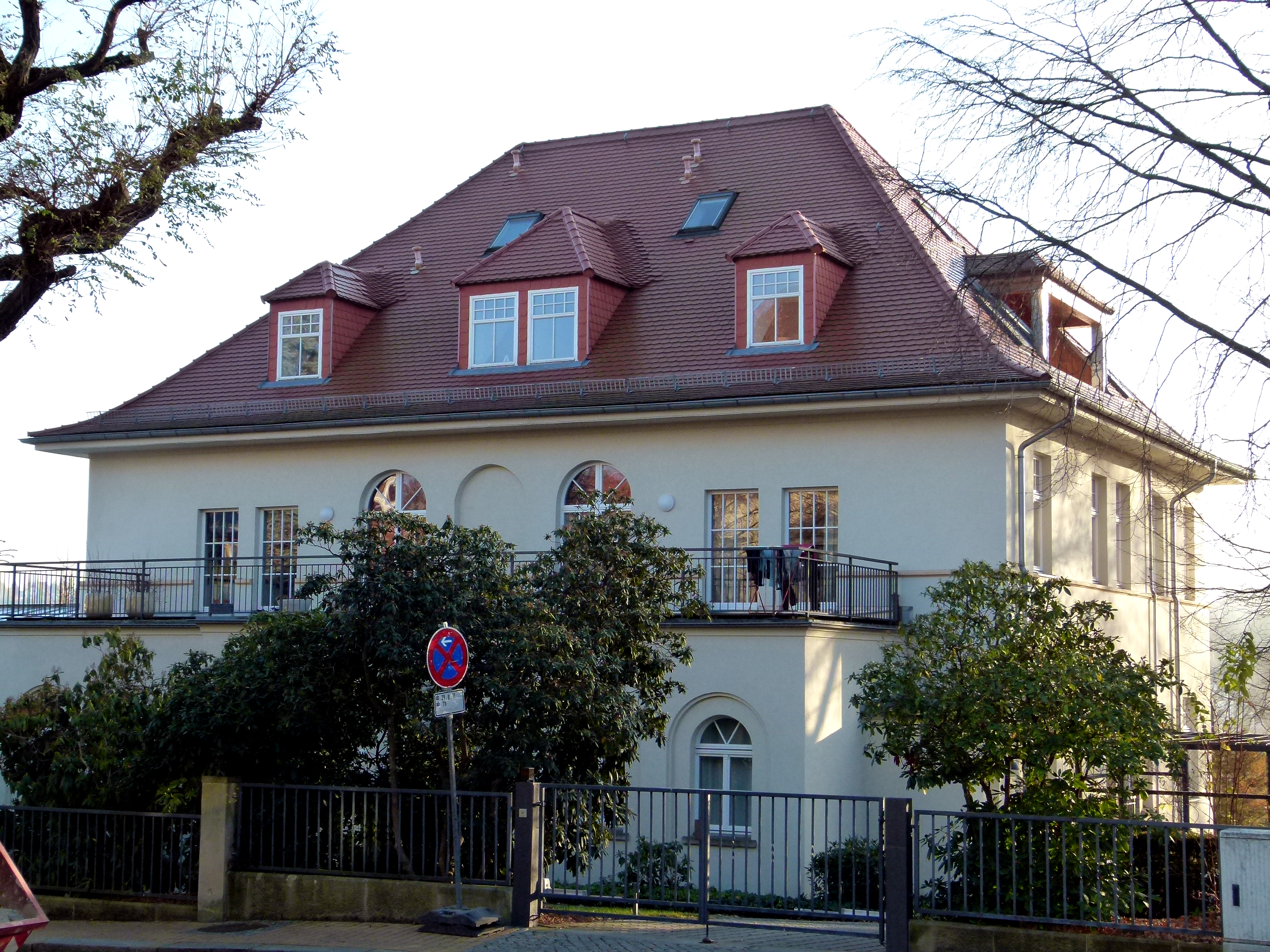
Paulus-Villa, Preußstraße 10 in Oberloschwitz

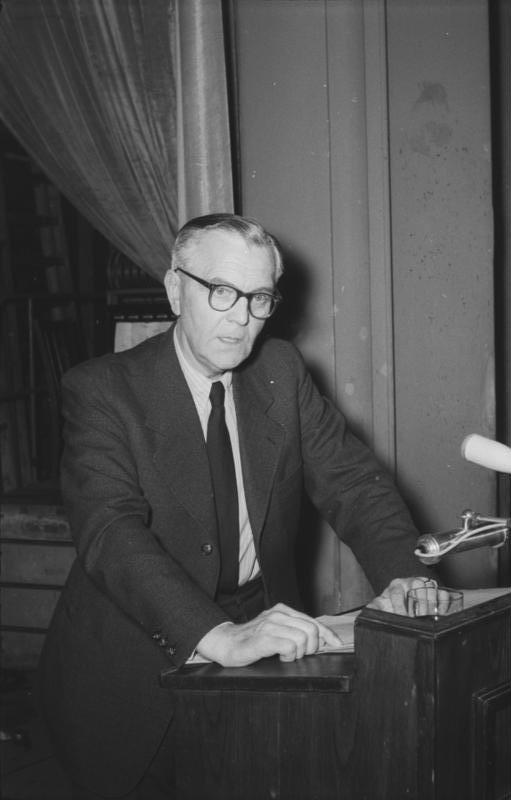
Friedrich Paulus bei einer Pressekonferenz 1954

Am 26. Oktober 1953 betrat Paulus erstmals nach 1946 wieder deutschen Boden. Am Bahnsteig empfingen ihn Lenski und der NDPD-Politiker und ehemalige General Wilhelm Adam. Anschließend wurde Paulus nach Ost-Berlin zu einem offiziellen Empfang der Staats- und Parteiführung der DDR gebracht. Sein Name hatte Gewicht gewonnen, seit Bundeskanzler Adenauer die Bundesrepublik auf Westkurs geführt hatte. Die DDR wollte mit Prominenten, die sie unterstützten, gegensteuern. So bekam Paulus als Wohnung eine Dresdner Villa am Weißen Hirsch in Oberloschwitz zugewiesen und erhielt das Privileg einer eigenen Handfeuerwaffe sowie eines westdeutschen PKW, eines Opel Kapitän.
Paulus stand seit seiner Ankunft als „Objekt Terrasse“ unter der Überwachung durch die Staatssicherheit. Ein Teil seiner Bediensteten waren Zuträger des Geheimdienstes, seine Post wurde kontrolliert, das Telefon und die Wohnung wurden abgehört. Einflussreiche Positionen wurden ihm in der DDR nicht übertragen, seine offizielle Funktion war die des Leiters des Kriegsgeschichtlichen Forschungsrates an der Hochschule der Kasernierten Volkspolizei.

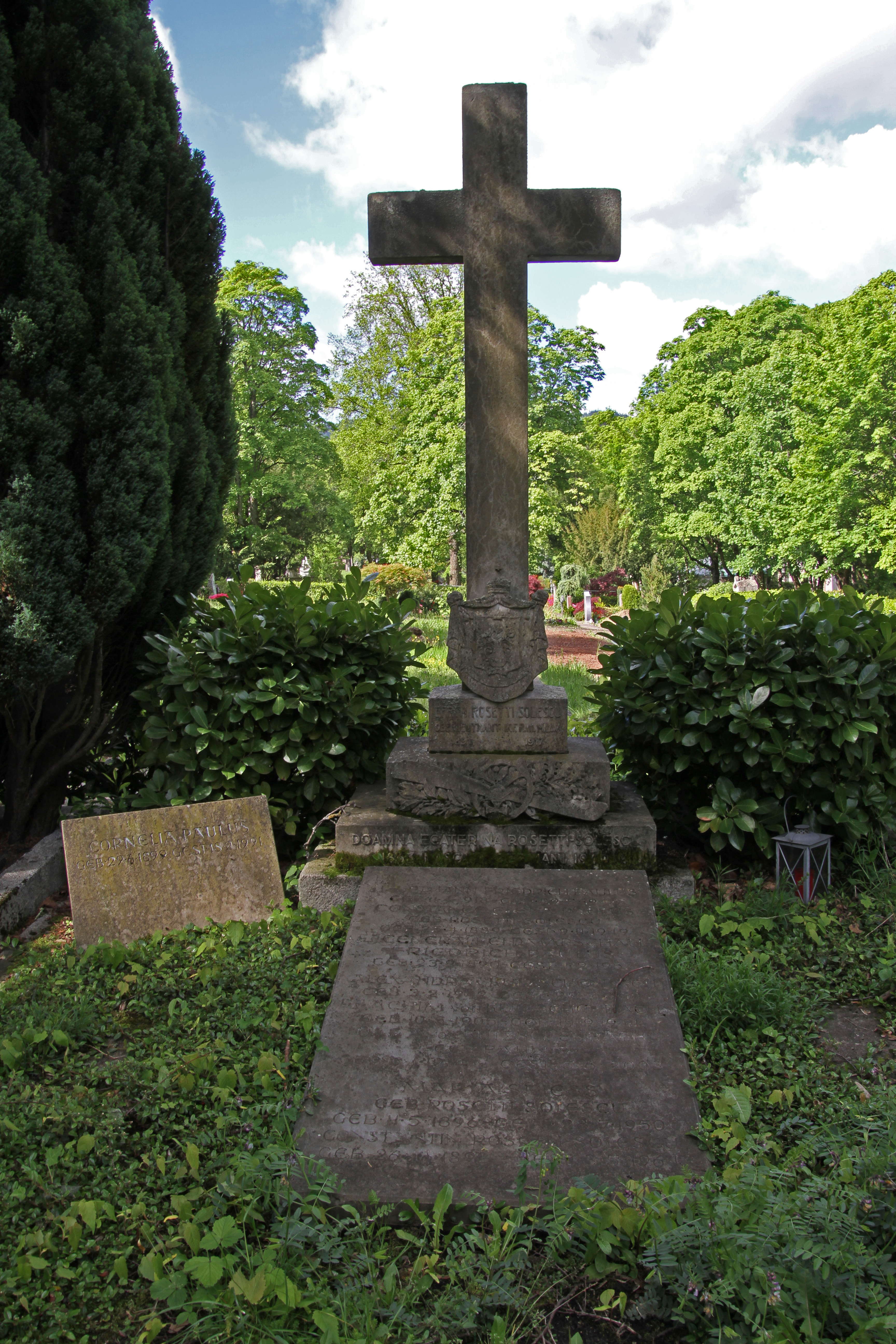
Grab auf dem Hauptfriedhof Baden-Baden

Paulus beschäftigte sich mit der Niederlegung seiner Ansichten sowie in zwei Vorträgen 1954 mit der Schlacht von Stalingrad. 1955 war er die Galionsfigur der SED-Initiative „Gesamtdeutsche Offizierstreffen“, die die Wiederbewaffnung sowie außenwirtschaftliche und außenpolitische Westintegration Westdeutschlands verhindern sollte. Während der Treffen wurde er von den Beteiligten West beauftragt, sich um die Freilassung der letzten Kriegsgefangenen zu bemühen. Er wandte sich deswegen an die DDR-Führung, die allerdings den Interessen Moskaus an eine Annäherung an die Bundesrepublik in dieser Phase Tribut zollen musste. Ein zweites Treffen der Initiative rief „zum nationalen Widerstand gegen die Politik der dauernden Spaltung Deutschlands“ auf. Diese Töne und die Beteiligung von Waffen-SS-Offizieren führten zur Beendigung der Treffen durch die DDR.
Danach zog sich Paulus, vor allem aus gesundheitlichen Gründen, aus der Öffentlichkeit zurück, da er seit 1955/1956 an amyotropher Lateralsklerose litt, die bei völliger geistiger Klarheit zur Lähmung der Muskulatur führt. Aufgrund seines sich rapide verschlechternden Gesundheitszustandes blieb eine Studie über die Schlacht von Stalingrad, mit der er sich noch zuletzt beschäftigt hatte, unvollendet.
Paulus starb am späten Nachmittag des 1. Februar 1957 in seiner Dresdner Villa. Er wurde mit militärischen Ehren auf dem Städtischen Friedhof und Urnenhain Tolkewitz beigesetzt. Seine Urne wurde später in das Familiengrab auf dem Hauptfriedhof in Baden-Baden umgebettet. Sein Nachlass befindet sich im Bundesarchiv.

### Familie
Am 4. Juli 1912 heiratete er die rumänische Adelstochter Constance Elena Rosetti-Solescu (* 25. Januar 1889; † 9. November 1949), die Schwester eines Regimentskameraden. Aus der Ehe gingen drei Kinder hervor: Olga, verheiratete von Kutzschenbach (1914–2003) und die 1918 geborenen Zwillinge Friedrich († 29. Februar 1944 in der Schlacht von Anzio) und Ernst Alexander († 1970). Caroline Paulus ist eine Enkelin.

## Auszeichnungen (Auswahl)
- Eisernes Kreuz II. und I. Klasse[29]
- Spange zum Eisernen Kreuz II. Klasse (1939) und I. Klasse (1939)
- Medaille zur Erinnerung an den 1. Oktober 1938, 11. November 1939
- Ritterkreuz des Eisernen Kreuzes, 29. Mai 1942
- Eichenlaub zum Ritterkreuz des Eisernen Kreuzes, 15. Januar 1943